# Giải Guillermo Cano cho Tự do Báo chí trên thế giới
Giải Guillermo Cano cho Tự do Báo chí trên thế giới, là một giải thưởng của UNESCO được thiết lập năm 1997, để vinh danh những người, các tổ chức, các cơ sở có đóng góp xuất sắc trong sự nghiệp bảo vệ và/hoặc thúc đẩy tự do báo chí ở bất cứ nơi nào trên thế giới, nhất là đạt được khi phải đối mặt với sự nguy hiểm.
Giải được trao hàng năm, nhân ngày Tự do Báo chí thế giới (ngày 3 tháng 5) với khoản tiền thưởng là 25.000 USD.
Giải được đặt theo tên Guillermo Cano Isaza, biên tập viên nhật báo El Espectador của Colombia, người bị giết ở Bogotá ngày 17 tháng 12 năm 1986. Cano là người đã chỉ trích thẳng thừng các tay trùm ma túy của xứ sở.
Hàng năm, một ban giám khảo độc lập gồm 14 nhà báo chuyên nghiệp do tổng giám đốc UNESCO chỉ định, sẽ tuyển chọn những người đoạt giải do các tổ chức phi chính phủ trong lãnh vực truyền thông khắp thế giới cùng các nước hội viên UNESCO đề cử.

## Các người hoặc tổ chức đoạt giải
- 2020: Jineth Bedoya Lima, Colombia
- 2019: Kyaw Soe Oo & Wa Lone, Myanmar
- 2018: Mahmoud Abu Zeid, Ai Cập
- 2017: Dawit Isaak, Thụy Điển/Eritrea
- 2016: Khadija Ismayilova, Azerbaijan
- 2015: Mazen Darwish, Syria
- 2014: Ahmet Şık, Thổ Nhĩ Kỳ
- 2013: Reeyot Alemu, Ethiopia
- 2012: Eynulla Fatullayev, Azerbaijan[1]
- 2011: Ahmad Zeidabadi, Iran
- 2010: Mónica González Mujica, Chile
- 2009: Lasantha Wickrematunge, Sri Lanka (truy tặng)
- 2008: Lydia Cacho, México
- 2007: Anna Politkovskaya, Nga (truy tặng)
- 2006: May Chidiac, Liban
- 2005: Cheng Yizhong, Trung quốc
- 2004: Raúl Rivero, Cuba
- 2003: Amira Hass, Israel
- 2002: Geoffrey Nyarota, Zimbabwe
- 2001: Win Tin, Myanma
- 2000: Nizar Nayyouf, Syria
- 1999: Jesús Blancornelas, México
- 1998: Chris Anyanwu, Nigeria
- 1997: Cao Du, Trung Quốc